# Buch am Erlbach
Buch am Erlbach, Buch a.Erlbach – miejscowość i gmina w Niemczech, w kraju związkowym Bawaria, w rejencji Dolna Bawaria, w regionie Landshut, w powiecie Landshut. Leży około 10 km na południowy zachód od Landshut.